# Vivenkapelle
Vivenkapelle era un barri de l'antic municipi de Bèlgica Sint-Kruis a la província de Flandes Occidental que el 1er de gener del 1977 passà al territori de la ciutat de Damme.
Un primer esment escrit menciona Enric de Vyve com feudatari del Comte de Flandes el 1240. El nom significa «prats humits de pastura». La senyoria de Viven era un feu del Franconat de Bruges. El 1350 es va autoritzar al senyor de Viven de construir-hi una capella. Un edifici que al curs del temps diverses vegades va ser destrossat i reconstruït. El 1795 l'ocupant francès va abolir l'organització feudal i va afegir Viven i Male al nou municipi de Sint-Kruis. El 1797 un grup de llibertins de Bruges va destrossar la capella que després serviria de granja. El 1827, sota l'administració del Regne Unit dels Països Baixos, un cert Philippe Verhulst, catòlic convençut va comprar les terres i començar la restauració. A la mort de llur pare el 1858 les seves filles Elisa i Coralie Verhulst continuen l'obra i encarreguen l'arquitecte Jean de Bethune de crear un «poble neogòtic ideal». L'església es va estrenar el 1867 i l'arquitecte va integrar-hi les restes de la capella antiga. El 1885 va ser promogut parròquia independent, un vell somni de Philippe Verhulst. Florimond Van de Poele (1832-1875) deixeble de Bethune, va dissenyar el monestir de monges i l'escola de les nenes. Amb el monestir dels monjos de Bethune, el resultat va ser un complex neogòtic d'una homogeneïtat excepcional.